# Sahle Selassie
Sahle Selassie, född 1931, död 1962, var en etiopisk prins, son till kejsar Haile Selassie och Menen Asfaw. 
Han var kejsarparets yngsta son men den första son föddes sedan de bestigit tronen. Han utbildades i Storbritannien. Han beskrivs som konstnärligt lagd och regisserade en film som kritiserade den snabba moderniseringens effekt på ursprungsbefolkningen, och som därför förbjöds av censurmyndigheten.